# Ratt

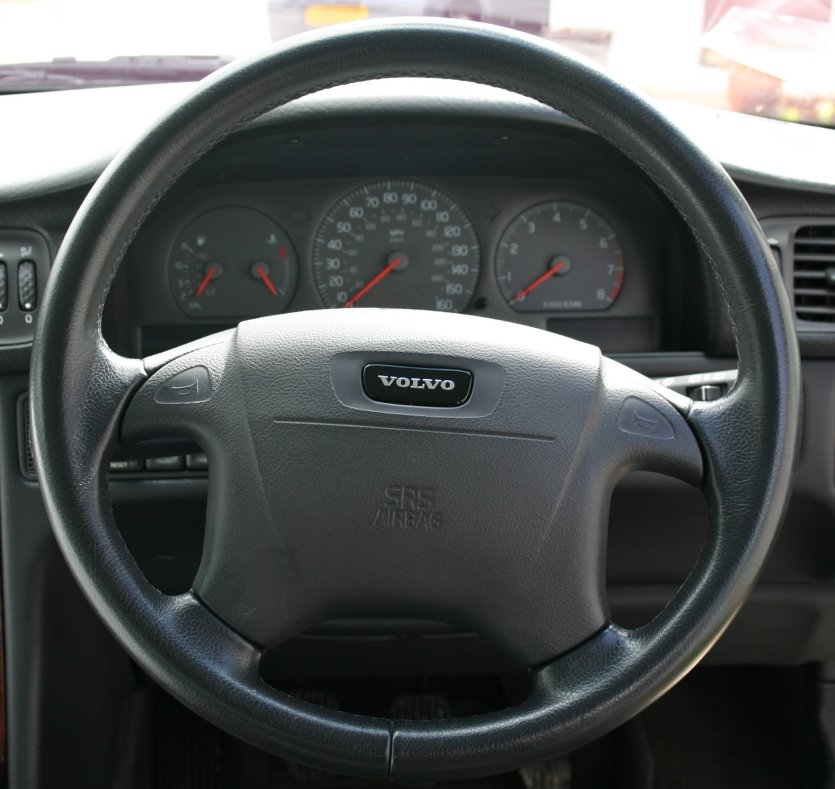
Ratten i en Volvo S70

Ratt är en form av vridreglage som används framförallt på landgående fordon för att styra dem. Den monteras på en axel alternativt skruvförband. Rattar finns i en mängd utföranden som till exempel; med räfflat grepp eller med urtag för fingrar (stjärnratt). Materialet i en ratt är styrt av hållfasthetskrav samt dess användarmiljö och kan exempelvis vara plast, trä eller metall ofta med en axel eller bussning i metall. De flesta rattar är runda.
Ratten styrs av föraren, resten av systemet påverkas efter hur ratten vrids. Bilens ratt sägs ha inspirerats från den ratt som på 1700-talet började användas på fartyg för att manövrera rodret. 
På moderna bilar finns i de flesta fall en krockkudde monterad i rattens mitt.

## Ratten som styrdon i fordon och fartyg

### Historik
Ratten som manöverdon för fartyg uppfanns i samband med att större fartyg konstruerades där man var tvungen att skapa en stor utväxling till rodret genom de stora manöverkrafterna på rodret. Rattens diameter användes till att börja med som huvudsakligt utväxlingssteg med en kätting som löpte i ett spår i rattens nav och vidare med brythjul till roderaxelns vridhjul, varför skeppsratten fick en mycket stor diameter, försedd med en stor mängd radiellt monterade handtag till rattkransen för att få ett bättre grepp. Skeppsratten finns kvar än idag på många typer av fartyg utom de allra största och används som standard på större segelbåtar även om rattens diameter inte har en avgörande betydelse för manöverkraften utan används för att få bättre precision i roderutslagen.
Ratten som manöverdon för att styra ett fordon för allmän väg går tillbaka till början av 1800-talet när de tidigare hästdragna vagnarna försågs med motorer. I början utgjordes styranordningen på dessa fordon av en horisontell styrspak som fördes i sidled i horisontalplanet, kopplad till en vertikalt monterad axel och vidare till framhjulens styranordning. Ganska snart övergick man till att använda en cirkulär ratt och en växel med ökad utväxling. Behovet av en ökad utväxling när fordonen blev större och skulle bära mer last som inte blev praktisk att hantera med enbart en ökad mekanisk utväxling för styrspaken genom begränsningen i vinkelutslag, var förmodligen det tekniska hinder som gjorde att man introducerade ratten som har en obegränsad vridningsvinkel med samma manövreringsegenskaper oberoende av rattens aktuella vinkelläge. Ratten medförde också ett betydligt säkrare manöverdon med högre manöverprecision oberoende av vinkelläget utan behov av ett varierande manöverutrymme i sidled.
Ratten i fordon är en av de geniala uppfinningar för fordon för allmän väg som ännu inte har lyckats överträffas i manövreringsegenskaper och körsäkerhet. Enda synbara nackdelen med ratt är att styrdonet inte utvisar vilket vinkelläge de styrande hjulen befinner sig i. Detta har i praktiken inte någon som helst betydelse för fordon på väg genom att styrhjulens geometri, när fordonet rör sig över en viss hastighet, ger en kraft som strävar att räta upp styrhjulen för körning rakt fram, en kraft som återförs till ratten som en kännbar återställningskraft till neutralläge.

### Rattens placering i motorfordon
När ratten i ett fordon sitter på vänster sida kallas det vänsterstyrning. Vänsterstyrda bilar finns oftast i länder med högertrafik och möjliggör för en förare som förbereder en omkörning att kontrollera mötande trafik utan att styra helt över i det mötande körfältet. I Sverige användes vänsterstyrda bilar även under vänstertrafikens dagar (före 3 september 1967), men bussarna använde högerstyrning, med dörren på vänstra sidan. Inför högertrafiken installerades en ny dörr på bussens högra sida.
Högerstyrda bilar finns normalt i länder som har vänstertrafik, men används ofta också av brevbärare för utdelning av post i länder med högertrafik.

## Alternativ till ratt
Experiment har utförts på bilar för allmän väg med en styrspak i form av en enaxlig joystick med el-hydrauliskt styrd styranordning men som aldrig blivit något verkligt alternativ till ratten.
I andra typer av fordon än bil och lastbil kan en ratt för styrning vara direkt livsfarlig som exempelvis i flygplan där "rattens" aktuella vinkelläge är helt avgörande för manöversäkerheten men där också behovet av en utväxling till flygplanets roder har lösts på ett helt annat sätt än hos fordon som framförs på väg. För tvåhjuliga fordon är också en cirkulär ratt ett olämpligt styrdon där man istället använder sig av ett styre.

## Ratt i kultur och historia
Ratten i fordon har gett upphov till en rad olika begrepp och nya ord som exempelvis rattonykterhet, rattfylla och även uttryckssätt där ratten symboliserar att ha kontroll över något eller styra något som inte har med fordon att göra. Ett vanligt uttryck för att påvisa kontroll över något är också uttryckssättet att "hålla i rodret".

## Bildgalleri

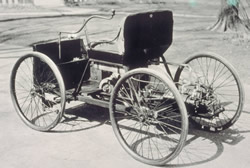
Henry Fords första bil "Ford Quadricycle" från 1896 var utrustad med styrspak.
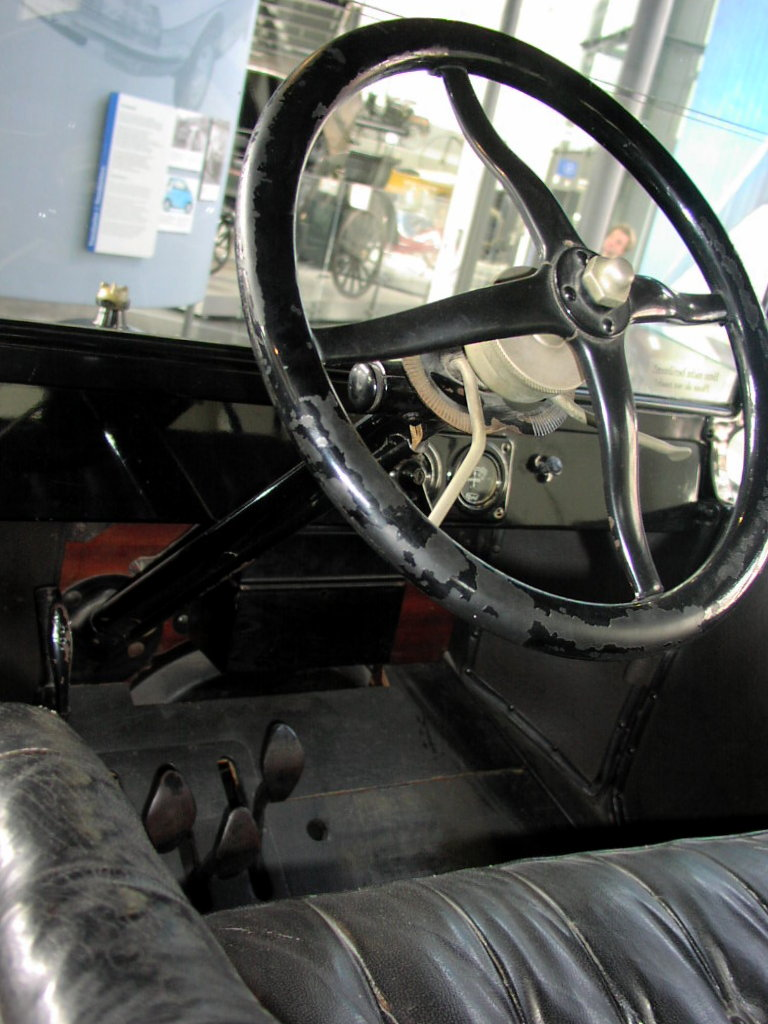
Ratt till personbil i en T-Ford.
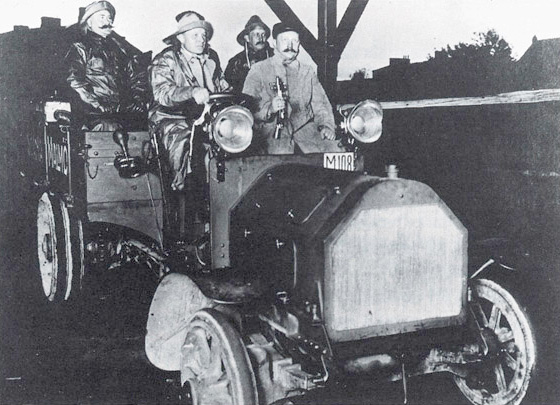
En lastbil från Scania år 1909 med en i det närmaste vertikalt monterad styraxel och ratt i horisontalplanet. Placeringen av styraxel och ratt i horisontalplanet var en kvarleva från styrspakstiden.
Klassisk skeppsratt för ett större segelfartyg.
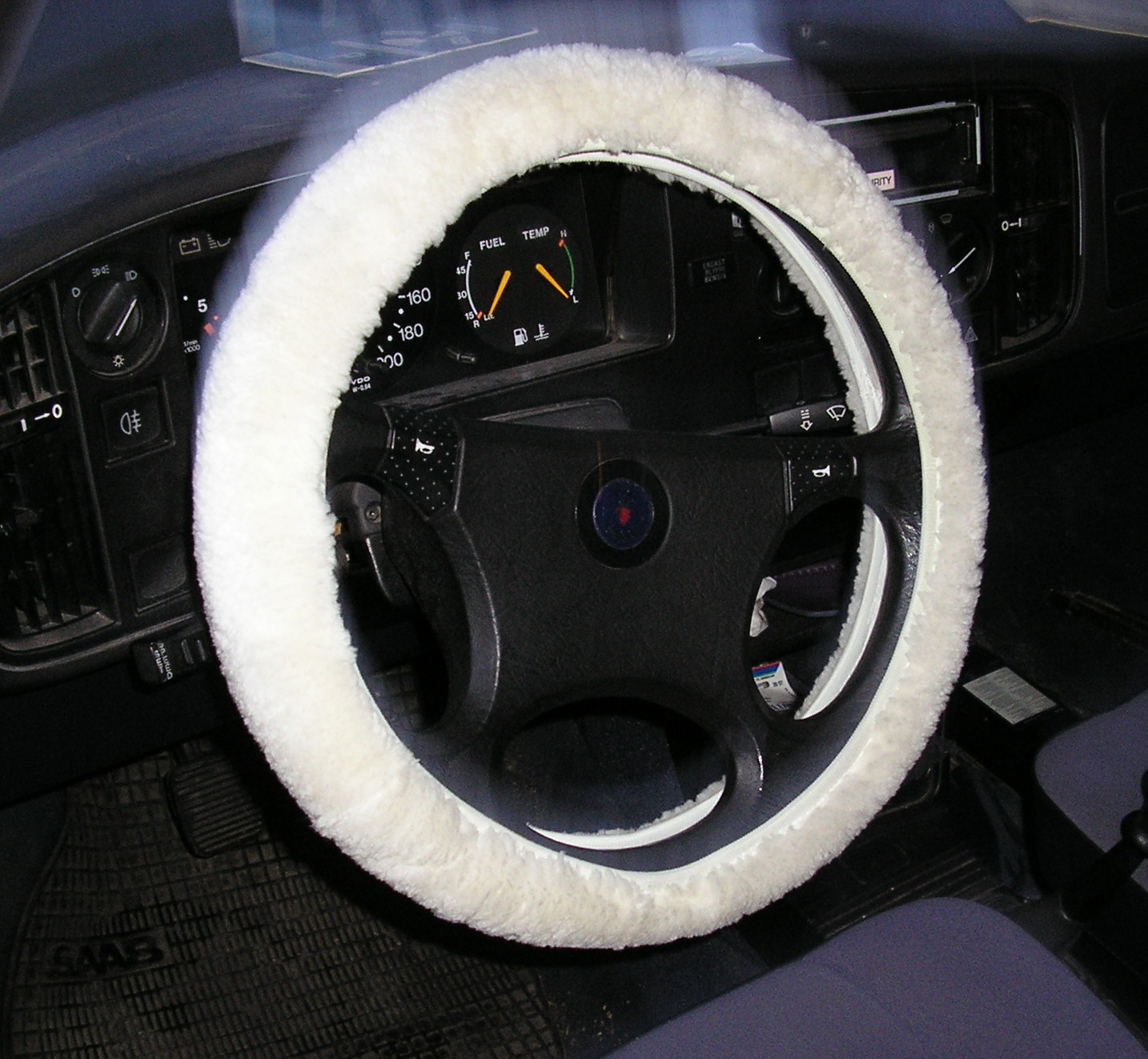
Ratt med rattmuff, som oftast används vintertid och gör att ratten blir mindre kall att greppa.
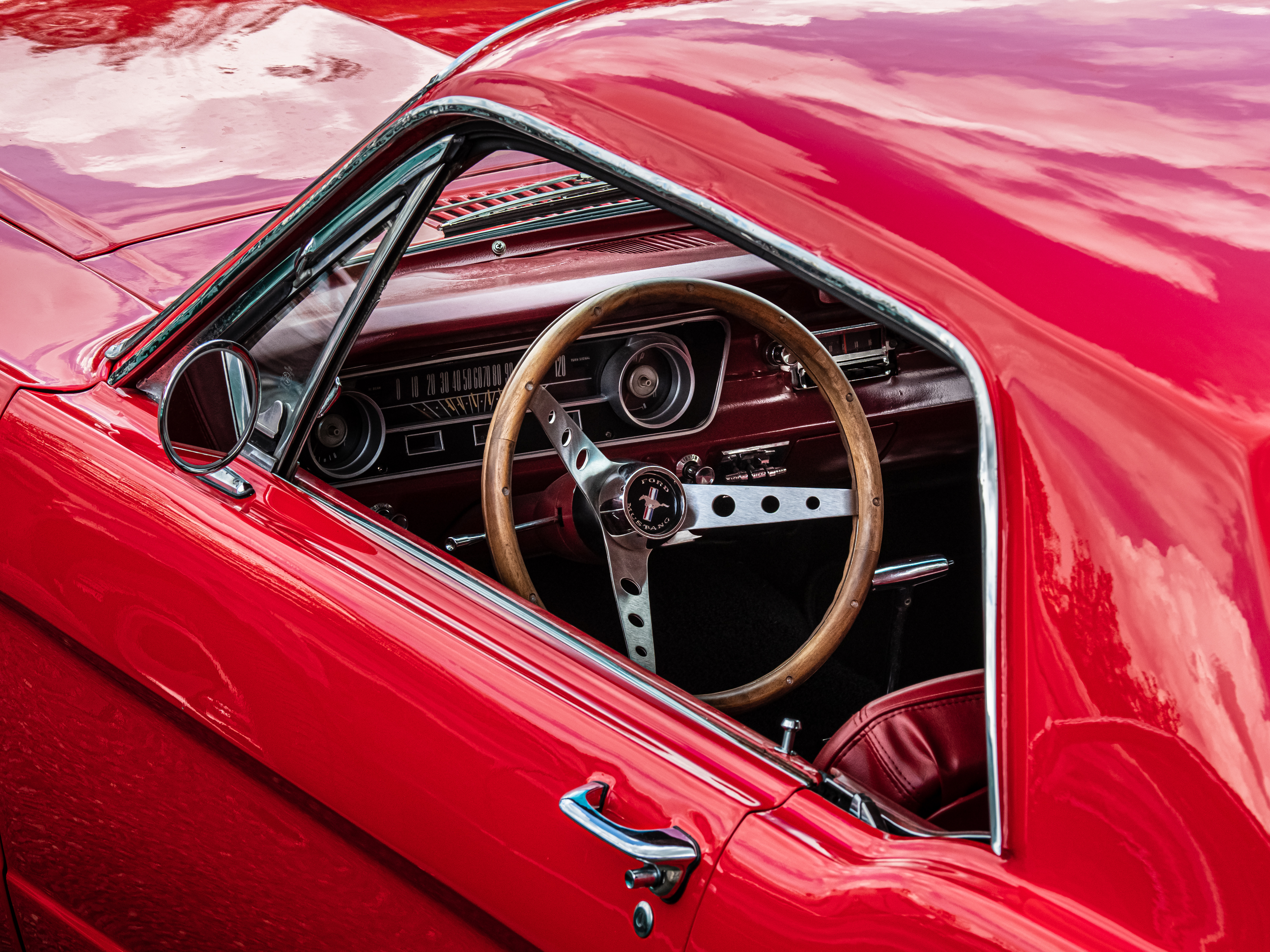
Eftermarknadsratt med träkrans i en Ford Mustang.

## Fotnoter
1. ↑  Saab Automobile.